# 浅裂对叶兰
浅裂对叶兰（学名：Neottia morrisonicola），又名玉山双葉蘭，为兰科鸟巢兰属下的一个种。